# Fíachu Fínscothach
Fíacha Fínscothach (fl. XIV-X secolo a.C.) figlio di Sétna Airt, fu, secondo la tradizione leggendaria e storica, re supremo d'Irlanda.
Suo padre era divenuto re supremo dopo aver ucciso il precedente sovrano supremo Rothechtaid mac Main in combattimento a Cruachan per difendere Fíachu. Fíachu andò in esilio e una volta tornato alla testa di una flotta nera, con l'aiuto di Muinemón uccise il padre e prese per sé il trono. Goffredo Keating data il suo regno dal 975 al 955 a.C., mentre gli Annali dei Quattro Maestri dal 1353 al 1333 a.C..